# Library Genesis
Library Genesis of LibGen is een schaduwbibliotheek voor artikels en boeken over verschillende onderwerpen. Library Genesis maakt de gratis toegang mogelijk tot inhoud waar anders voor betaald moet worden of nog niet is gedigitaliseerd. Het bevat onder meer PDF's met inhoud van de ScienceDirect-webportal van Elsevier.
Veel gelijkaardige uitgevers zijn ervan beschuldigd immoreel te profiteren van door de overheid gefinancierde werken, onderzoekspapers en studieboeken geschreven door personen op openbare loonlijsten.
Library Genesis werd rond 2008 begonnen door Russische wetenschappers. Het nam de inhoud over van library.nu en werd hiervan de functionele opvolger. library.nu werd in 2012 afgesloten na een juridisch proces. In december 2019 werd de website van Library Genesis zelf ook gesloten.